# 葉室教忠
葉室教忠（はむろ のりただ、応永30年（1423年） - 明応3年（1494年）10月13日）は、室町時代中期の公卿。

## 官歴
- 時期不明：正四位上、蔵人頭、左中弁
- 宝徳2年（1450年）：参議
- 宝徳3年（1451年）：従三位、右大弁、近江権守
- 享徳元年（1452年）：権中納言、正三位
- 康正元年（1455年）：従二位
- 寛正6年（1465年）：正二位、権大納言
- 文明10年（1478年）：大宰権帥
- 延徳2年（1490年）：従一位

## 系譜
- 祖父：葉室長忠
- 子：葉室光忠